# Deutscher Soldatensender 935
Der Deutsche Soldatensender 935 (DSS) war ein propagandistischer Hörfunksender der DDR, der als Geheimsender von 1960 bis 1972 auf der Mittelwellenfrequenz 935 kHz vom Sender Burg ausgestrahlt wurde.

## Geschichte
Bereits seit 1956 existierte der Deutsche Freiheitssender 904, der sich auch regelmäßig an die Soldaten der Bundeswehr wandte. Die Zielgruppe des Senders war jedoch per Definition viel breiter gefasst, sodass die Sendungen für die Bundeswehr nur eine Nebenrolle spielten. Das stieß insbesondere in Kreisen der NVA-Offiziere vermehrt auf Kritik. Deshalb beschloss man im ZK der SED, einen weiteren Geheimsender zu errichten, der sich speziell an die Bundeswehrangehörigen wenden und diese ideologisch beeinflussen sollte.

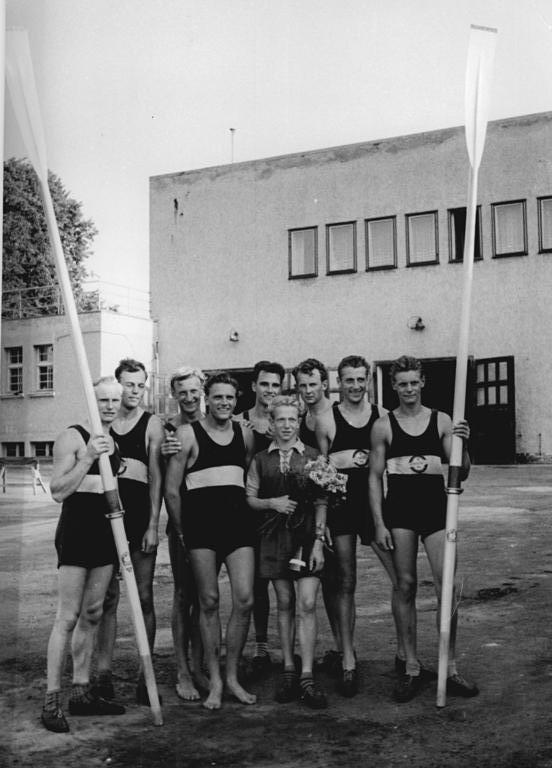
Regattastraße 267 im Jahr 1955,
davor Ruderachter des ZSK

Am 15. Juni 1960 beschloss der Nationale Verteidigungsrat der DDR, einen Deutschen Soldatensender zu gründen. Er sollte die Antwort sein auf den Sender des Rundfunkbataillons „990“ der Bundeswehr, der für die Soldaten der NVA sendete. Bei der Wahl des Standortes griff man auf ein Gebäude in der Regattastraße 267 in Berlin-Grünau zurück, das ehemals zum Funkhaus Grünau gehörte und bis Mitte der 1950er Jahre dessen Verwaltung und Kantine beherbergte. Schon 1955 war der ZSK Vorwärts Berlin (später ASK Vorwärts) mit seinem Ruderklub Nutzer dieses Gebäudes. Das bot ideale Voraussetzungen für eine Tarnung des Senders als Bootshaus. So wurden im Erdgeschoss zwei Studios mit der entsprechenden Technik und in der oberen Etage Redaktionsräume eingerichtet. Am 1. Oktober 1960 nahm der Sender seinen Betrieb auf.
Seit 1. Juni 1965 firmierte der Sender als 9. Abteilung der 10. Verwaltung der Politischen Hauptverwaltung der NVA. Diese Bezeichnung war Teil der Strategie zur Tarnung des Senders, die bis zu seiner Auflösung beibehalten wurde. Von Anfang an war der Sender Bestandteil der Militärpropaganda der DDR. Die Kontaktadresse des Senders lautete: Werner Schütz (oder: Kathrin Jäger), Berlin W 8, Postfach 116.
Am 1. Juli 1972 stellte der Deutsche Soldatensender nach mehr als zehn Jahren Sendebetrieb seine Tätigkeit ein. Die Ursachen für die Abschaltung waren die sich abzeichnende Entspannungspolitik in Europa und die begonnenen Verhandlungen zum Grundlagenvertrag zwischen der Bundesrepublik Deutschland und der DDR. Die Bundesrepublik hatte im Rahmen der Psychologischen Kriegführung, später Psychologische Verteidigung genannt, Ballonaktionen mit Flugblättern in Richtung DDR durchgeführt. Im Zuge der Entspannungspolitik wurden diese Aktionen eingestellt; im Gegenzug ordnete die DDR die Einstellung des DSS an. Die letzte Sendung wurde von Kathrin und Chefsprecher Martin moderiert und enthielt am Anfang der Sendung den Hinweis, dass der Sender aus technischen Gründen für einige Tage pausiert. In Wirklichkeit bedeutete dies aber, dass per Befehl 96/1972 des Ministers für Nationale Verteidigung und Beschluss des Nationalen Verteidigungsrates der Deutsche Soldatensender am 30. Juni 1972 um 24:00 Uhr aufgelöst wird. Die Mitarbeiter erfuhren erst am Mittag des 30. Juni 1972 von der Abschaltung. Das Programm für das Wochenende (1. und 2. Juli) war schon erarbeitet. Tatsächlich waren die Mitarbeiter jedoch noch bis Anfang 1973 damit beschäftigt, alle Spuren zu beseitigen.
Nach Auflösung des Senders wechselten viele ehemalige Mitarbeiter wie Sprecher, Techniker und Redakteure zum Fernsehen der DDR und insbesondere zur „Aktuellen Kamera“. Darunter waren die Sprecher Elisabeth Süncksen (Kathrin) und Wolfgang Meyer (Joachim), Günter Kunert (Peter) sowie Helga Krüger (Heike) und Gero Schreier (Thomas).
In der MDR-Dokumentation Achtung, wir rufen Kräuterhexe schildert der ehemalige Chefsprecher Eberhard Kohlmann (Martin) Details aus der Arbeit beim Deutschen Soldatensender 935. In der 36. Minute dieser Dokumentation sind im dort gezeigten Gruppenfoto auch weitere ehemalige DSS-Sprecher zu sehen.

## Mitarbeiter
Erster Kommandeur war Erhard Reichardt, erste Chefredakteurin war Lea Große, die als Mitarbeiterin am Sender des Nationalkomitees Freies Deutschland in Moskau und nach dem Krieg beim MDR schon Erfahrungen in der Rundfunkarbeit hatte.
Als Vizechef der Politischen Hauptverwaltung der NVA nahm Richard Fischer an der Abnahme der Sendebereitschaft des Deutschen Soldatensenders am 29. September 1960 teil.
Weitere Mitarbeiter waren Job von Witzleben
und Wilhelm Adam.

## Programm
Der Sender teilte sich mit dem Deutschen Freiheitssender 904 bis zu dessen Einstellung am 30. September 1971 einen 250-kW-Mittelwellensender in Burg. Sie sendeten daher niemals gleichzeitig. Wegen der notwendigen Frequenzumstimmarbeiten von 904 kHz zu 935 kHz und zurück differierten Sendeende und Sendestart der beiden Sender in der Regel um 15 Minuten.
Die alleinige Nutzung des Mittelwellensenders wegen der Einstellung des DFS ermöglichte es dem DSS, ab dem 1. Januar 1972 ein neues Programm zu neuen Sendezeiten auszustrahlen. Diese waren täglich jeweils von 06:15 Uhr bis 07:00 Uhr, 12:30 Uhr bis 14:00 Uhr, 18:00 Uhr bis 19:30 Uhr und 22:30 Uhr bis 24:00 Uhr. Vor dieser Änderung der Programmstruktur gab es eine zusätzliche, um 20:15 Uhr beginnende Sendung.
Der Vor- und Abspann waren zu jeder Sendung gleich: „bum, bom, bu-bu-bom – Deutscher Soldatensender – Mittelwelle 935 kHz – Wir melden uns täglich (früher: Wir senden täglich) 06:15 Uhr, 12:30 Uhr, 18:00 Uhr und 22:30 Uhr – bum, bom, bu-bu-bom …“
Auch der Inhalt der Sendungen folgte dem bisherigen Sendeschema. Beispielsweise gab es am Sonnabend das 18:00-Uhr-Magazin Informationen für den Bund, 18:10 Uhr und 19:20 Uhr den Abendkommentar und zwei Minuten Berichte gemixt mit Musik, Grüßen, Federkrieg und flotten Sprüchen.
In der Zeit von 18:50 Uhr bis 19:10 Uhr liefen eine Hitparade oder das Starporträt. Nach Sendeschluss ertönte ein markanter Paukenschlag als Pausenzeichen.